# 水谷周
水谷 周（みずたに まこと、1948年 -　）は、日本の外交官、イスラーム研究家。元米国デンヴァー総領事。アラブ イスラーム学院学術顧問。日本ムスリム協会理事、ムスリム名はアミーン。

## 略歴
京都府出身。京都大学文学部卒。外務省に入省。米国ユタ大学中東センター博士号。

## 著書
アラビア語関係
- アラビア語の歴史 国書刊行会、2010.6.
- アラビア語翻訳講座. 第1巻 (アラビア語から日本語へ) 国書刊行会、2010.6.
- アラビア語翻訳講座. 第2巻 (日本語からアラビア語へ) 国書刊行会、2010.6.
- アラビア語翻訳講座. 第3巻 (総集編) 国書刊行会, 2010.6.
- 1日1課のアラビア語 - 教室から実社会へ - 国書刊行会、2018.10.

イスラーム・イスラーム史関係
- カアバ聖殿の歴史と事跡 日本サウディアラビア協会、2008.2.
- イスラーム建築の心-マスジド 国書刊行会、2010.12. イスラーム信仰叢書
- イスラーム信仰とアッラー 知泉書館、2010.1.
- イスラーム巡礼のすべて 国書刊行会、2010.4. イスラーム信仰叢書
- イスラームの原点-カアバ聖殿 国書刊行会、2010.10. イスラーム信仰叢書
- イスラーム現代思想の継承と発展 エジプトの自由主義 国書刊行会、2011.4. イスラーム信仰叢書
- イスラームの善と悪－善悪判断実用集、平凡社新書、2012.5　ISBN 4582856403
- 現代アラブ混迷史－ねじれの構造を読む、平凡社新書、2013.2　ISBN 4582856691
- イスラームの精神世界 - 信仰の日々 - 日本サウディアラビア協会、2013.11.
- イスラーム信仰とその基礎概念 晃洋書房、2015.10
- イスラーム信仰概論、明石書店、2016.8
- アラブ人の世界観 - 激変する中東を読み解く - 国書刊行会、2017.5.
- イスラーム用語の新研究、国書刊行会、2021.7.
- 絶対主の覚知と誓約 - イスラームのこころと日本  - 国書刊行会、2021.7.
- 信仰の滴 国書刊行会、2022.9
- 信仰は訴える：次世代への継承 国書刊行会、2023.5
- 宗教と科学のせめぎ合い：信と知の再構築 国書刊行会、2023.9

### 編著
- イスラーム信仰と現代社会 国書刊行会、2011.8. イスラーム信仰叢書
- アラブ民衆革命を考える 国書刊行会、2011.10.
- 祈りは人の半分 国書刊行会、2021.9 （鎌田東二と共著）

### 監修
- クルアーン - やさしい和訳 - 杉本恭一郎訳、国書刊行会、2019.2.

### 翻訳
- アフマド・アミーン自伝 エジプト・大知識人の生涯 第三書館、1990.11.
- イスラームの天国 イブン・カイイム・アルジャウズィーヤ原著 訳著. 国書刊行会、2010.8. イスラーム信仰叢書
- イスラームの預言者物語 ムハンマド・ブン・ハサン・アルジール選著 編訳 サラマ・サルワ訳 国書刊行会、2010.6 イスラーム信仰叢書
- 黄金期イスラームの徒然草 イブン アルジャウズィー著、国書刊行会、2019.11
- 現代イスラームの徒然草 アフマド・アミーン著、国書刊行会、2020.11

### 論文
- CiNii>水谷周

## 参考
1. ↑  著作によっては、王立サウジアラビア・イスラーム大学日本校准教授とも

- 紀伊國屋書店＞著者略歴